# Ali bruciate
Ali bruciate (Around the Fire) è un film del 1998 diretto da John Jacobsen.

## Trama
Simon rimane orfano di madre in tenera età; in seguito ha un difficile rapporto col padre. In collegio il ragazzo conosce Andrew che lo introduce nel mondo della droga, in un festival incontrerà dei nuovi amici hippy, tra i quali Jennifer che diventa la sua ragazza. Arrestato sotto l'effetto di LSD finisce in un centro di riabilitazione dove riuscirà ad affrontare il suo passato e a riconciliarsi col padre.

## Premi e riconoscimenti
- Giffoni Film Festival 2001: La finestra sul cortile